# Constructor
Constructor ist ein Computerspiel aus dem Jahr 1997, welches zuerst für MS-DOS veröffentlicht wurde. Später wurde es auf andere Plattformen und neuere Windows-Version portiert. Das Spiel wurde von System 3 entwickelt und von Acclaim vertrieben. Im Jahr 1999 wurde der Nachfolger Mob Rule (auch unter „Street Wars: Constructor Underworld“ und „Constructor: Street Wars“ bekannt) veröffentlicht.

## Spielweise
In dem Spiel kontrolliert der Spieler eine Baufirma. Auf einer isometrischen Karte können Gebäude gebaut werden. Einnahmen erzielt der Spieler vor allem mit den Mieten, welche er aus den Gebäuden generien kann.
Die Gebäude werden mit Teams aus Polieren und Arbeitern gebaut. Die nötigen Materialien wie Holz, Beton, Ziegel oder Stahl müssen vorher in den entsprechenden Produktionsstätten hergestellt werden.

## Rezeption
Ab einer gewissen Größe sei das Imperium kaum noch überschaubar und kontrollierbar, was auch der indirekten Steuerung geschuldet sei. Es fehle eine Rahmenhandlung, wodurch kaum Atmosphäre aufkomme. Die Aufbauphase sei jedoch unterhaltsam und die Aufmachung recht originell. Hinter den niedlichen Animationen verberge sich eine komplexe Wirtschaftssimulation. Gegnerische Aktivitäten lassen sich gut kontern. Es laufen viele Aktionen parallel, sodass es hektisch zugehe und Eingewöhnungszeit nötig sei. Die Bedienung lasse zu wünschen übrig. Aus dem Konzept Städte wie in SimCity zu errichten sei durch die variierenden Anforderungen ein völlig neues Spielgefühl erwachsen.
Man merke dem Spiel an, dass es für den PC entwickelt wurde. Auf der PlayStation bleibe von der Grafik nicht mehr viel übrig. Die Steuerung mit dem GamePad sei hakelig. Aufgrund der Komplexität des Spiels sei der Speicherbedarf auf den Memory Cards sehr hoch.

## Neuauflage
Am 26. Mai 2017 erschien eine Neuauflage des Spiels für Windows, Playstation 4 und Xbox One, sowie eine digitale Version auf Steam. Eine Version für Nintendo Switch wurde in Auftrag gegeben. Der Veröffentlichungstermin wurde mehrfach geändert. Es erschien als Constructor Plus am 28. Februar 2019. Diese Version wurde wiederum auf den PC portiert.

### Rezeption
Auch Jahre später bleibe die Mischung aus Wohnungsbau, Ressourcenmanagement und Mieterauswahl kombiniert mit Echtzeit-Strategie ungewöhnlich. Die HD Version sei von Fehlern, insbesondere in Bezug auf die Wegfindung durchzogen. Die Steuerung mit dem Pad auf der PlayStation 4 sei fummelig und dadurch erschwert, dass der Computergegner sehr aggressiv spiele. Die Neuauflage auf der Xbox One sei schlicht nicht fertig entwickelt worden.
Die Mobilversion für Nintendo Switch besäße eine durchdachte Berührungs-Steuerung.